# Thomas Fuller
Thomas Fuller (1608 – 16 de agosto de 1661) foi um religioso e historiador britânico.
Fuller é lembrado por seus escritos, especialmente seus "Worthies of England", publicados em 1662, após sua morte. Ele foi um autor prolífico e um dos primeiros escritores ingleses a viver de sua caneta (e de seus muitos patronos).
Ele era conhecido como "uma biblioteca ambulante perfeita". Frases antitéticas e axiomáticas abundam em suas páginas. "Sagacidade", escreveu Coleridge depois de ler a História da Igreja, "era o material e a substância do intelecto de Fuller". Charles Lamb fez algumas seleções de Fuller e admirou suas "obras de ouro".